# Alberto Bachmann
Alberto Bachmann (Ginevra, 20 marzo 1875 – Neuilly-sur-Seine, 24 novembre 1963) è stato un violinista, compositore e musicologo francese.

## Biografia
Alberto Abraham Bachmann nacque a Ginevra il 20 marzo 1875  da genitori russi.  Iniziò gli studi musicali con Émile Shillio al Conservatorio di Lille dove si diplomò col Premier prix nel 1885. 
In seguito studiò con Eugène Ysaÿe, César Thomson, Jenő Hubay, Adol'f Brodskij e Henri Willem Petri. Dopo una serie di tournée in Europa,  si trasferì a Parigi nel 1898 e sposò la pianista Marie Reveilhac. Bachmann fu tra i violinisti che più impressionarono Maurice Clerjot a Parigi all'inizio del ventesimo secolo (una lista che include Magdeleine Godard, Sarasate, Ysaÿe, Marsick, Heermann, Boucherit e Thibaud):
Bachmann si dedicò anche alla musicologia in particolare sulla storia, sulla liuteria e sulla didattica del violino. Pubblicò Le violon, lutherie-œuvres-biographies (1906), poi un articolo su Niccolò Paganini su «Mercure Musical» (1907/08); seguirono Les grands violinistes du passé (1913) e Gymnastique à l'usage des violonistes pour le développement de la main gauche (1914).
Dopo diverse tournée in Europa, fece il suo primo tour negli Stati Uniti nel 1913, e si stabilì a New York. Oltre all’attività concertistica, insegnò il violino privatamente e collaborò con alcuni periodici musicali. Nel 1922 Bachmann ritornò in Europa, ma mantenne i contatti con gli Stati Uniti dal momento che pubblicò Encyclopedia of the Violin a New York nel 1925. Si stabilì a Neuilly-sur-Seine nei pressi di Parigi dedicandosi all’insegnamento. Tra i suoi allievi si ricorda Jean Reveilhac. Poco alla volta diradò la scena concertistica, cessando ogni attività nel 1939. 
Compose per il suo strumento, tre concerti, sonate, cadenze, trascrizioni ed altro. Morì il 24 novembre 1963 a Neuilly-sur-Seine.

## Pubblicazioni
- Le Violon. Lutherie-Œuvres-Biographie, Guide à l’usage des artistes & des amateurs, Paris, Librairie Fischbacher, 1906
- Nicolo Paganini, sa vie, ses œuvres, son influence sur l’art du violon et sur la musique, in «Mercure Musical», anno III, n. 12 (15 décembre 1907), pp. 1238-1269 e anno IV n. 1 (1908), pp. 4-25
- Les grands violinistes du passé, Paris, Fischbacher, 1913
- L’école du violoniste, école théorique et pratique offrant un enseignement systématique et gradué depuis les notions les plus élémentaires jusqu'aux études les plus élevées, Valentin Roy, s.d.
- Le secret de la virtuosité
- Gymnastique à l'usage des violonistes pour le développement de la main gauche, Paris, Fischbacher, 1914
- An Encyclopedia of the Violin, introduzione by Eugène Ysaÿe; tr. by Frederick H. Martens; versione inglese a cura di Albert E. Wier, New York, 1925; rist. Mineola-New York, Dover publications, 2008
- Le violoniste virtuose. Traité complet des gammes pour le violon. à l'usage des professeurs, des élèves et des artistes, Paris, Jobert, 1907

## Composizioni
- Suite Gothique, Paris, Ch. Heyet, 1908
- Cadenz zum Concert für Violine von Johannes Brahms op. 77, Berlino, Simrock, 1909
- 30 Caprices d’artiste, Paris, Eschig 1909 ca.
- Niccolò Paganini, 24 Caprices pour violon seul, Revus, doigtés et augmentés d’une partie de deuxième violon (ad libitum) par Alberto Bachmann, Paris, E. Gallet, 1920 ca.
- Six cadences-études pour le concertos de violon classiques de Beethoven op. 61, Mendelssohn op. 64, et Paganini op. 6 & 8, s.l., Neuilly, 1937
- Nineteen New Caprices and Etudes
- Six Caprices du virtuosité
- 6 Études transcendantes pour le violon
- 8 Préludes
- Les chefs-d’œuvre de la Musique à travers les Ages pour violon solo, Paris, E. Gallet,  s.d.